# Iphimedia gladiolus
Iphimedia gladiolus är en kräftdjursart som beskrevs av K. H. Barnard 1937. Iphimedia gladiolus ingår i släktet Iphimedia och familjen Iphimediidae. Inga underarter finns listade i Catalogue of Life.